# Consign to Oblivion
Consign to Oblivion es el segundo álbum lanzado por la banda neerlandesa de metal sinfónico Epica, inspirado en la antigua civilización maya. 
El disco demuestra que el estilo de la banda va madurando aunque se va desprendiendo del disco debut  [cita requerida], The Phantom Agony. Unos de los cambios más notorios son el menor uso del canto lírico de su vocal, Simone Simons, pero se puede apreciar que cada vez logran un trabajo más sinfónico y orquestal en sus canciones[cita requerida]. 

## Lista de canciones
En este álbum se presenta la temática "A New Age Dawns" la cual trata sobre la decadencia de la civilización moderna, la transición de una era de caos y oscuridad hacia una nueva era de luz donde el hombre recuerde sus orígenes mismos, tal como en las profecías mayas. 
Esta temática se continúa en el cuarto álbum de la banda, Design Your Universe.
| N.º | Título                                             | Duración |  |
| 1.  | «Hunab K'u ~ A New Age Dawns - Prologue»           | 1:44     |  |
| 2.  | «Dance of Fate»                                    | 5:13     |  |
| 3.  | «The Last Crusade ~ A New Age Dawns - Part I»      | 4:21     |  |
| 4.  | «Solitary Ground»                                  | 4:22     |  |
| 5.  | «Blank Infinity»                                   | 4:00     |  |
| 6.  | «Force of the Shore»                               | 4:01     |  |
| 7.  | «Quietus»                                          | 3:45     |  |
| 8.  | «Mother of Light ~ A New Age Dawns - Part II»      | 5:55     |  |
| 9.  | «Trois Vierges (Feat. Roy Khan - Kamelot)»         | 4:40     |  |
| 10. | «Another Me "In Lack'ech"»                         | 4:39     |  |
| 11. | «Consign to Oblivion ~ A New Age Dawns - Part III» | 9:45     |  |

## Pistas adicionales
| N.º | Título                           | Duración |  |
| 12. | «Linger»                         | 4:17     |  |
| 13. | «Palladium»                      | 2:54     |  |
| 14. | «Crystal Mountain (Death cover)» | 5:03     |  |

Esto es lo que Mark y Simone han comentado de las letras de Consign to Oblivion:
01. Hunab K'u:
Música
Mark: Esta intro fue escrita por Yves Huts. Teníamos que elegir entre dos intros diferentes, una de ellas estaba escrita por mi. Mi intro estaba más en la línea de la intro anterior, la que pueden escuchar en The Phantom Agony. Como no queríamos repetirnos, y sobre todo porque la intro de Yves era maravillosa, decidimos quedarnos con esta.
Letras
Mark: Hunab K'u es el prólogo a la trilogía llamada "A New Age Dawns". Cuenta la historia del origen y centro del Universo.

02. Dance of Fate:
Música
Mark: La canción fue escrita sobre el estribillo y las coplas y la hicimos en parte en el estudio de la casa de Yves, donde Coen, Yves y yo trabajamos en varias canciones. Yves escribió también algunas partes de a guitarra, y pronto la canción quedó compuesta. Además las melodías vocales de Simone salieron bastante rápido.
Letras
Simone: Esta canción es sobre nuestro destino. Todos tienen que experimentar su propio destino, quieras o no. Algunos tratan de desafiarlo, pero pronto encontraran que hasta eso es parte de su destino. No creo que existan las oportunidades, y mi opinión es que hay que experimentar tu propio destino. No debes intentar influenciar el futuro o borrar el pasado. Muchas veces se está muy inseguro del futuro. No sabes cuanto vas a vivir. Cuando eres joven piensas que tienes toda la vida para vivirla, pero también puedes, por ejemplo, sufrir alguna enfermedad Terminal. Cosas como esas te hacen dar cuenta de la fragilidad de la vida. La letra es bastante fácil de interpretar, me parece.

03. The Last Crusade:
Música
Mark: Esta canción comenzó con la intro y luego de eso fue un rompecabezas que pronto fue encajando. Hemos logrado escribir canciones que tienen estribillos ciertamente pegadizos. Esta es una de esas canciones. Mientras tocábamos canciones de nuestro CD anterior en frente del público nos dábamos cuenta de que Cry For The Moon provocaba grandes respuestas en ellos, sobre todo porque tiene un estribillo pegajoso. Ya hemos tocado "The Last Crusade" en vivo varias veces, y el estribillo definitivamente se queda en la cabeza de la gente.
Letras
Mark: Las letras tratan sobre un grupo de gente religiosa muy fanática.
Cada creencia los tiene; un sólido grupo que pasa por las puertas de las casas para convencer a otros de sus ideas. Increíblemente molesto. Por ejemplo, cuando la gente se te acerca en la calle y te ves sumergido en una discusión que finalmente termina siendo desigual, cerrada. Su único objetivo es convertirte en su creencia, tus argumentos no son escuchados o simplemente ignorados con una sonrisa débil. No me gusta eso y por lo tanto escribí una canción sobre tales sucesos, mirando al tema sobre su perspectiva. La llame "The Last Crusade" (La Última Cruzada) porque estoy convencido de que es un hecho que concluirá y que pronto el pensamiento de que todas esas creencias religiosas finalmente llevaran a una misma fuente, que al final todos creen en un mismo Dios, se le ocurrirá a la gente.

04. Solitary Ground:
Música
Mark: Esta canción tomó un montón de edición antes de que estemos satisfechos con ella. La canción en su forma original era mucho más larga, pero la redujimos para que tenga proporciones más pegadizas. La original era un poco muy tediosa. Solo terminamos de escribir esta canción cuando estábamos en el estudio.
Letras
Simone: Es una canción muy personal, es específicamente sobre mi deseo de ir al lugar que quiero, a mi hogar. Por un lado, encuentro que girar con la banda es absolutamente fantástico, pero a veces realmente deseo no tener que seguir empacando mis valijas.

05. Blank Infinity:
Música
Mark: Es una canción llena de energía y "fresca", fácil de escuchar, con una intro calma de un piano y una especie de medio-tiempo. Es una de las primeras que compusimos para este disco.
Letras
Simone: Es sobre una gran mezcla de emociones, frustraciones, un campo eterno lleno de pensamientos. Creo que he escrito muchas cosas "subconscientemente" y que solo luego de un tiempo se harán claras en mi mente.

06. Force of the Shore:
Música
Mark: Esta es la primera canción realmente "heavy" en el álbum. La canción realmente se cierra a sí misma, se abre con coros muy potentes. Esta canción contiene lo más cercano a todos los elementos posibles de Epica: coros, orquesta, voces guturales, gritos, Simone y por su puesto mucho metal. Solo la parte del medio es un poco más quieta, pero el resto es una canción muy "feroz".
Letras
Simone: Esta canción es sobre las "imágenes ideales" que actualmente constituyen un gran asunto en nuestra sociedad. Todo tiene que ver con las apariencias. La gente se concentra muchísimo en eso y descuidan su fuerza interior. Están escondidos detrás de una máscara. Están muy ocupados capturando el pasado, cuando eran jóvenes, haciéndoles olvidar vivir el presente. "Force of the Shore" es una expresión similar a la de "no juzgues a un libro por su tapa".

07. Quietus:
Música
Mark: Yves apareció con su idea de esta intro con sonido "Irlandés" y rápidamente lo seguí con la base de la canción. Creo que esta canción es muy buena en vivo porque puedes hacer que el público se involucre fácilmente en ella.
Letras
Simone: La gente debe hacer elecciones en sus vidas. Muchas veces, hay tipos de elecciones que las hacen más maduras, que las hacen perder su inocencia. Es generalmente difícil hacer esas elecciones. A veces tomas la decisión equivocada y tienes miedo de vivir las consecuencias que eso traiga.

08. Mother of Light:
Música
Mark: Las bases de esta canción ya son bastante viejas. Originalmente escribí esta canción con la intención de usarla para el álbum "Decipher" de After Forever. Pero algo le faltaba a la canción al momento que tenía que terminarla, así que decidí no usarla para ese CD. Sería un pecado usar una canción con la que te sientes descontento. Así que finalmente me tomo 3 o 4 años para terminar esta canción. Estoy muy orgulloso de haber podido encontrar la paciencia, ¡porque ahora la canción suena como siempre quise que sonara!
Letras
Mark: Las letras son de las más personales que he escrito por lejos, así que la dejare abierta a la propia interpretación de quienes la escuchen.

09. Trois vierges:
Música
Mark: En lo personal, me gustan mucho las baladas que tienen cierto estilo de musicales. Esta es también la canción en la que Simone canta a dueto con Roy Khan de Kamelot. Como en mi opinión su voz suena mejor en las baladas de Kamelot, decidimos que esta canción es la que mejor le quedaría. Ya estaba lista y escrita para Roy antes de que le hayamos preguntado. También esta canción será usada (*) para la película neerlandesa "Joyride" para la que Epica ha escrito su música.
Letras
Simone: Fui asignada para escribir esas letras para la película. El título remarca el tema sobre el que se basa la mayor parte de la película. No quiero contar mucho sobre esto, ya que la película todavía no se ha lanzado. (*)
[(*) En el momento en el que se hizo esta entrevista, la película todavía no se había lanzado, y tampoco el disco "The Score"]

10. Another Me 'In Lack 'ech':
Música
Mark: Esta es la única canción que he escrito completamente solo. Quería hacer una canción con un bajo muy "bombástico", más fuerte. Hay también muchas partes con coros. Al principio, quise usarla como un bonus para alguno de nuestros singles, pero como terminó siendo tan buena, decidimos usarla para el álbum después de todo.
Letras
Mark: Es sobre un dicho viejísimo: “no le hagas a los otros lo que no te gusta que te hagan". Los mayas agregaron la frase “porque algún día seras ese otro".
“In Lack 'Ech", el subtitulo de la canción, significa “solo eres mi otro yo". Cuando le haces el mal a otro, solo recibirás tanto mal como el que diste, pero también funciona a la inversa: "haz el bien, recibe el bien a cambio".

11. Consign to Oblivion:
Música
Mark: Esta es, en forma personal mi favorita del disco. Originalmente, la canción era muchísimo más corta, pero como muchos fanáticos me hicieron saber que estaban esperando una canción larga en el nuevo disco, decidimos construirla a una de 10 minutos. Estoy muy contento con el aviso de nuestro fanáticos, porque si no esta canción nunca hubiese sido como lo es. ¡Creo que esta canción será una de las sólidas en nuestros setlists en el futuro!
Letras
Mark: Las letras son sobre el hecho de que actualmente la gente solo se preocupa por sí misma y no lo hace por la naturaleza, que sigue empeorando, ni por los otros. Lo único que cuenta es mantener la economía y tener buenas marcas anuales. ¡Hay más en el mundo que esto! Tendrá que haber un claro cambio en este "oxidado" patrón de pensamiento, porque sino un dramático futuro nos estará esperando. Como me gusta ver el lado positivo de las cosas, creo que esta noción llegará, ¡pero esto tiene que pasar muy rápido!

## Miembros
- Simone Simons - Voz
- Mark Jansen - Guitarra, voces guturales
- Ad Sluijter - Guitarra
- Yves Huts - Bajo
- Coen Janssen - Piano & Synths
- Jeroen Simons - Batería

### Músicos invitados
- Roy Khan (Segunda voz en Trois Vierges) - Kamelot